# 金錢本色 (小說)
《金錢本色》（英語：The Color of Money）是由美國小說家沃爾特·特維斯創作的小說，於1984年出版，也是狄維斯生前的最後一部小說。本作為1959年小說《江湖浪子》的續集，劇情述說撞球老千「快桿艾迪」退出球壇二十幾年後重拾球桿的故事。同名改編電影於1986年上映。

## 劇情大綱
1983年，曾戰勝傳奇撞球手「明州胖子」的「快桿艾迪」艾迪·費森，二十幾年前退出球壇後瀕臨破產，為了籌錢而請明州胖子一起接下電視台的14.1巡迴比賽合約。胖子過著怡然自得的生活，不過還是答應了。巡迴開始後，艾迪發現自己的球技嚴重生疏，不敵寶刀未老的胖子。在胖子的建議下，艾迪配了眼鏡，並重新勤奮練球。他自覺球技不及巔峰時期，但仍越來越有起色。
艾迪結識了一名聰明的英國女人貝拉，雙方互相吸引，艾迪很快就住進她的公寓。胖子告訴艾迪，如今若想靠打撞球賺錢，便要去打8號球和9號球，艾迪起初抗拒，最後還是練起了8號球。他在各地的球館打贏不少好手，賺得不少錢，但之後便無人問津。一名球手建議他去打9號球循環賽賺錢，但艾迪沒能取勝。他一邊做著大學撞球室的雜工，一邊與胖子繼續進行14.1比賽，試圖取得一勝。最後一場比賽時艾迪頗有把握，但胖子在比賽前夕猝逝。
最後，艾迪重返另一場9號球循環賽，經過一番苦戰後贏得冠軍。

## 登場人物
- 艾迪·費森（Eddie Felson）：人稱「快桿艾迪」（Fast Eddie），五十歲，已引退的撞球好手。
- 喬治·海格曼（George Hegerman）：人稱「明州胖子（英语：Minnesota Fats）」，曾經的傳奇撞球手。
- 伊諾·沃克斯（Enoch Wax）：與艾迪簽約的電視台人員。
- 貝拉·文斯（Arabella Weems）：艾迪偶然認識的女人。
- 珍妮（Jean）：艾迪現在的同居對象。
- 瑪莎（Martha）：艾迪的前妻。

## 出版書籍
| 書名 | 出版社                          | 出版日期 | 叢書 | 規格 | 頁數  | ISBN               | 備註  |
| ---- | ------------------------------- | -------- | ---- | ---- | ----- | ------------------ | ----- |
|      | 華納圖書（美國）                | 1984年   |      |      | 294頁 | ISBN 9780446323536 | [ 2 ] |
|      | Severn House Publishers（英國） | 1985年   |      |      | 236頁 | ISBN 9780727811370 | [ 3 ] |

### 中譯本
| 書名     | 出版社                 | 出版日期                      | 叢書          | 規格   | 頁數  | ISBN               | 備註         |
| -------- | ---------------------- | ----------------------------- | ------------- | ------ | ----- | ------------------ | ------------ |
| [ 註 2 ] | 駿馬文化公司（臺灣）   | 1987年3月12日（第一版第一印） | 銀幕名著(M58) | 平裝書 | 150頁 |                    | 譯者：凌艾迪 |
|          | 人民文学出版社（中國） | 2023年10月1日                 |               | 平裝書 | 326頁 | ISBN 9787020182107 | 譯者：大海   |

## 備註
1. ↑  《金錢本色》中譯本採用的譯名為「華特·狄維斯」。
2. ↑  編者註：此譯本之內容和英文版有所出入。

## 外部連結
- Tevis, Walter.  UK edition. London: Severn House Publishers. 1985. ISBN 9780727811370 –Internet Archive （英语）.